# هانس هووالت
هانس هووالت (آلمانی: Hans Howaldt؛ ۱۲ نوامبر ۱۸۸۸ – ۶ سپتامبر ۱۹۷۰) قایقران قایق بادبانی اهل آلمان بود.
وی همچنین برندهٔ جوایزی همچون صلیب آهنین و پور لی میریت شده‌است.